# Rzepik pospolity
Rzepik pospolity (Agrimonia eupatoria L.) – gatunek rośliny z rodziny różowatych (Rosaceae). Zasięg naturalny obejmuje kraje basenu Morza Śródziemnego, całą Europę i zachodnią Azję po region autonomiczny Sinciang w zachodnich Chinach. W całej Polsce gatunek pospolity.

## Morfologia

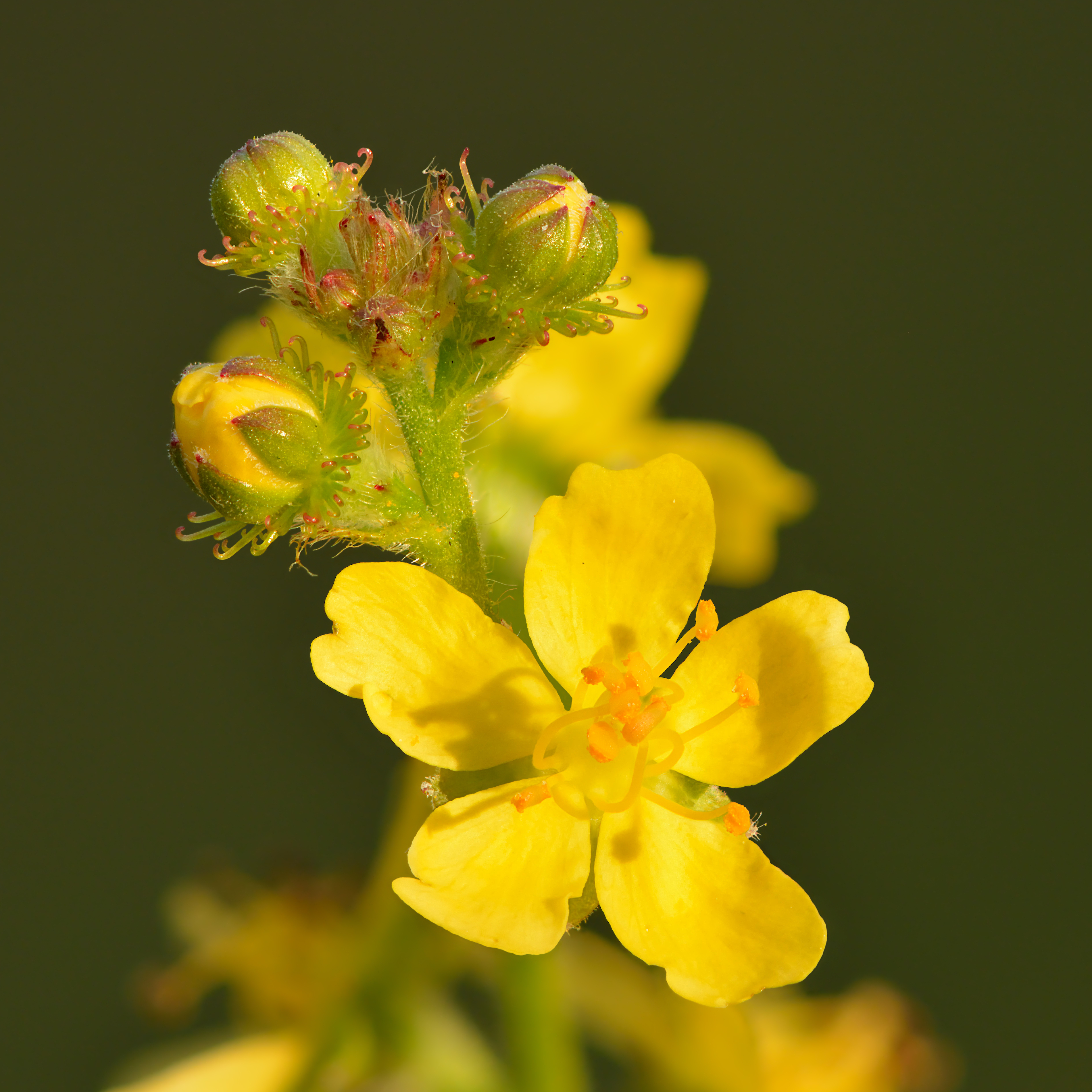
Kwiaty

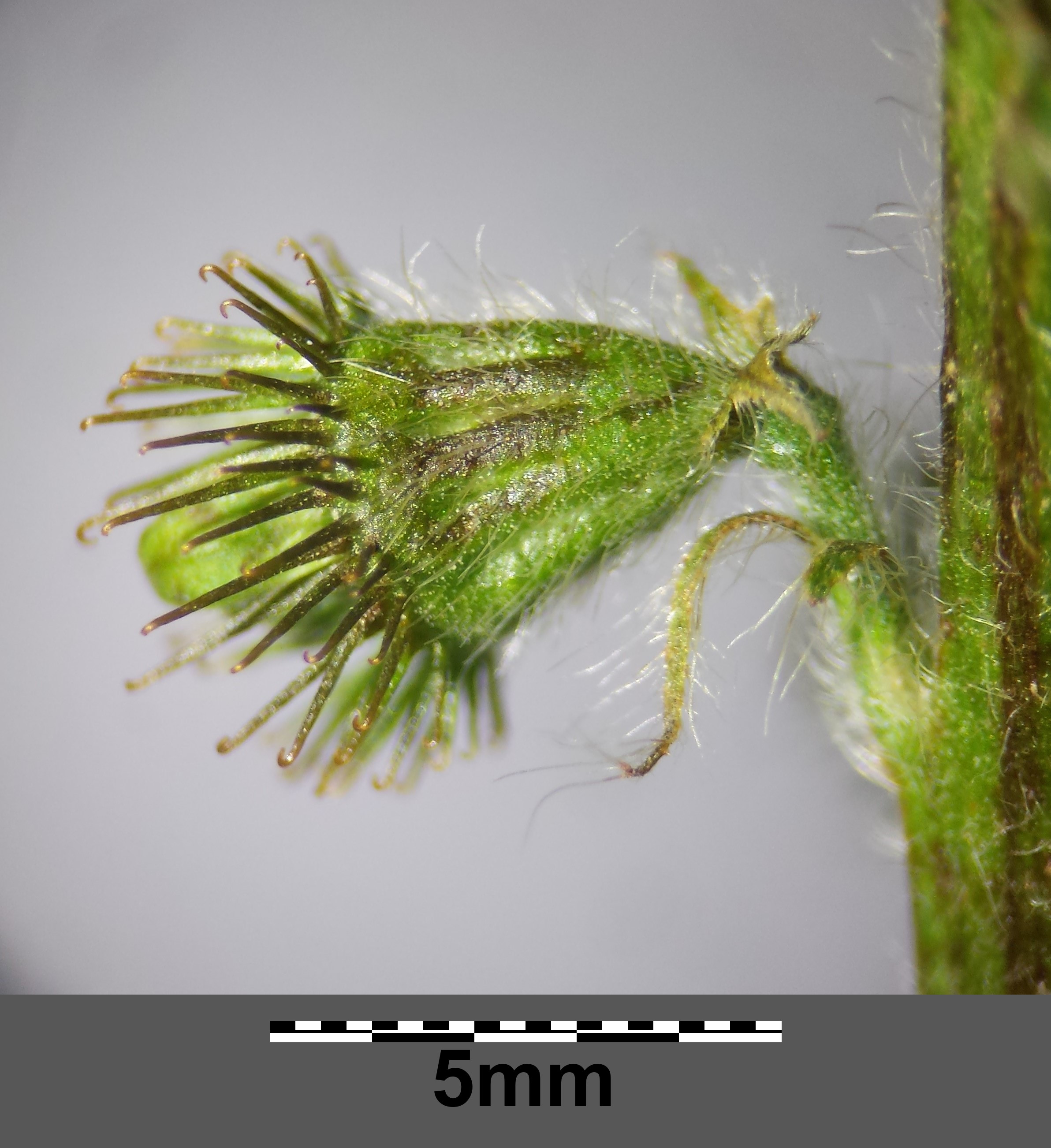
Owoc

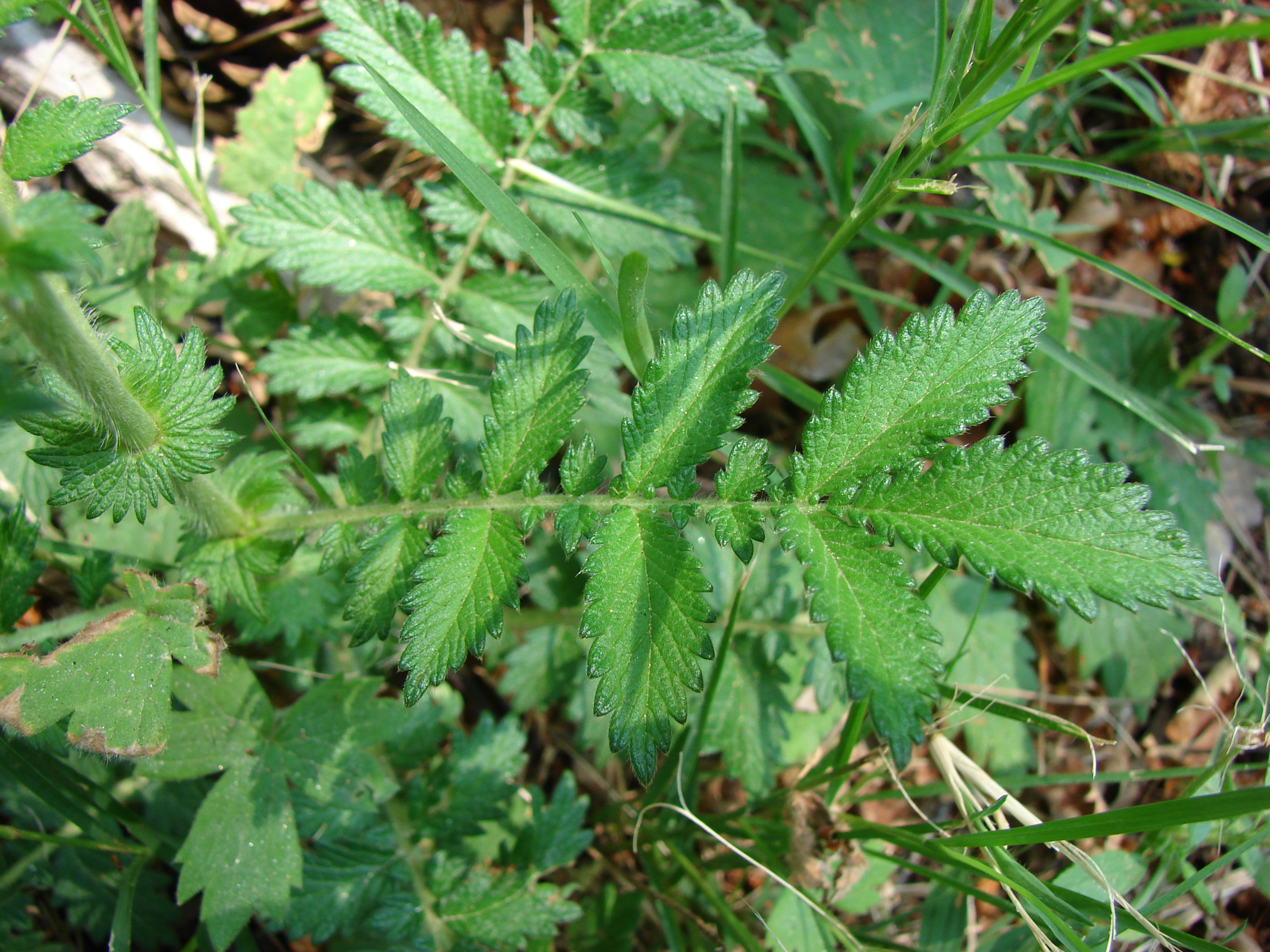
Liść

ŁodygaŁodyga zielona, lub częściej czerwonawa, walcowata, słabo rozgałęziona, pokryta długimi, prostymi oraz krótszymi, pogiętymi włoskami. Wysokość 30-100 (150) cm.
LiścieLiście złożone nieparzystopierzaście z 3 lub 6 naprzeciwległymi param listków, pomiędzy którymi występują 2 lub 3 mniejsze listki. Listki są głęboko ząbkowane lub piłkowane na całej długości, ciemnozielone na górnej powierzchni, szarawo lub białawo i gęsto owłosione na powierzchni dolnej (rzadziej zielone w przypadku roślin rosnących w miejscach cienistych). Listki są w połowie najszersze.
KwiatyDrobne kwiaty tworzą zwężający się ku szczytowi, kłosowato groniasty kwiatostan. Są one pięciokrotne i wyrastają w kątach owłosionych przylistków. Kielichy są ciasno otoczone przez liczne szczytowe haczykowate kolce, które występują na obrzeżu owłosionego dna kwiatowego. Złotożółte płatki korony są wolne, łatwo opadające.
OwoceTypu niełupki zamknięte w hypancjum osiągającym 6–12 mm długości, dłuższym niż szerszym, na szczycie z kolcami wzniesionymi lub odgiętymi pod kątem prostym, ale nie odgięte w dół.
Gatunki podobneRzepik wonny A. procera ma łodygę pokrytą sztywnymi, długimi włoskami i krótkimi gruczołkami (brak krótkich, cienkich i zwykle pogiętych włosków); spód liści jest jasnozielony (nie kutnerowaty); hypancja są szersze niż dłuższe, bruzdowane tylko na części długości, z kolcami częściowo odgiętymi także do dołu. Rzepik szczeciniasty A. pilosa ma listki w nasadzie klinowate i w dole całobrzegie; kwiaty bladożółte, hypancjum tylko do 4–5 mm długości na szczycie z kolcami stulonymi.

## Biologia i ekologia

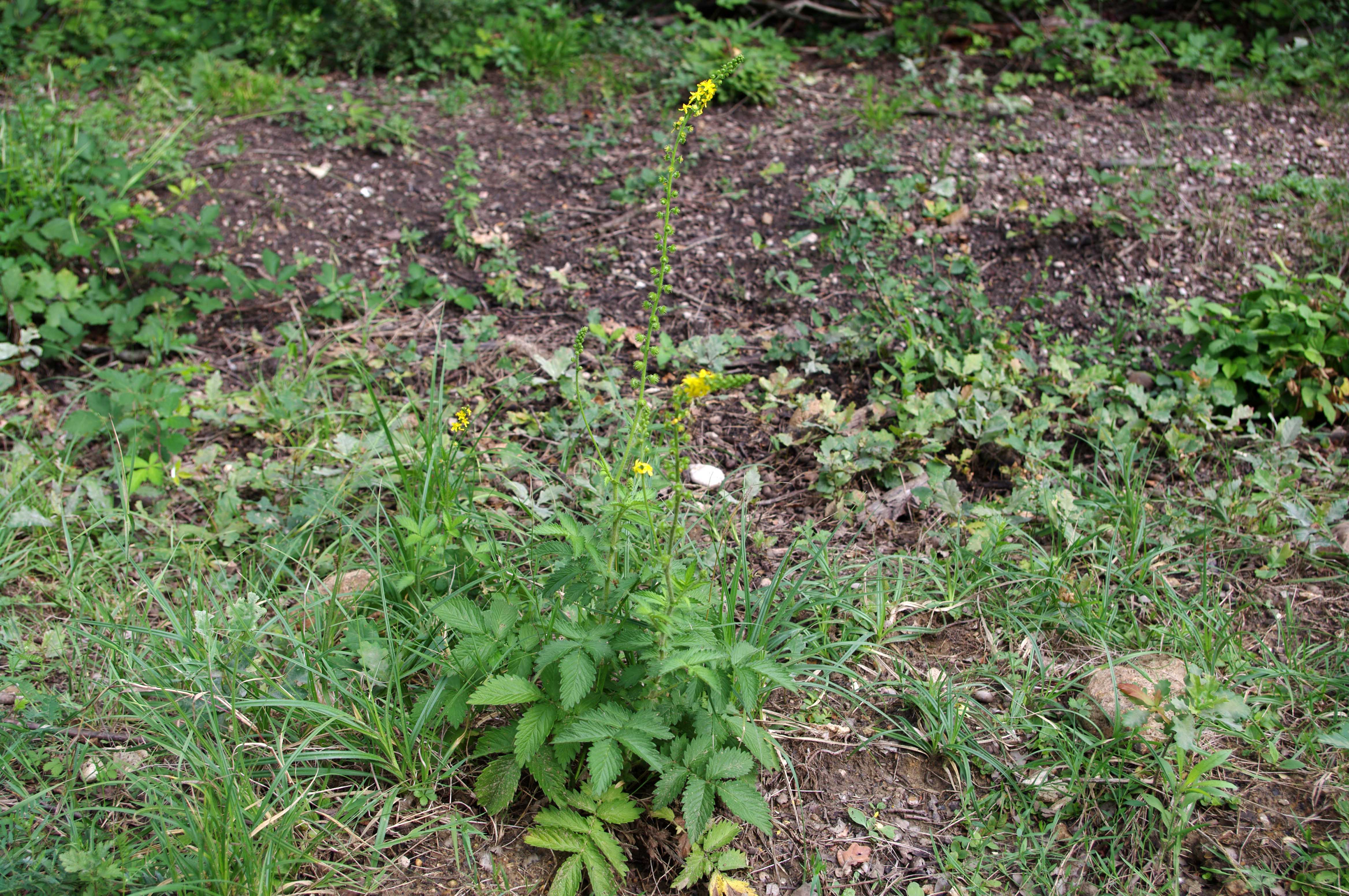
Pokrój

Bylina, hemikryptofit. Występuje na przydrożach, zboczach, świeżych łąkach, pastwiskach i miedzach. W klasyfikacji zbiorowisk roślinnych gatunek charakterystyczny dla zespołu zbiorowisk (All.) Trifolion medii i słabo dla zespołu roślinności (Ass.) Trifolio-Agrimonietum. Kwitnie od czerwca do sierpnia, a czasami do października.

## Zmienność
Tworzy mieszańce z rzepikiem wonnym (A. x wirtgenii A. et Gr.) oraz z rzepikiem szczeciniastym. 

## Zastosowanie

### Roślina lecznicza
Surowiec zielarskiZiele rzepiku (Herba Agrimoniae) – wysuszone kwitnące szczyty pędów. Surowiec powinien zawierać nie mniej niż 2,0% garbników w przeliczeniu na pirogalol. Ziele ponadto zawiera m.in. gorycze, olejek eteryczny, flawonoidy i kwas salicylowy.
Zbiór i suszenieOd czerwca do sierpnia zbiera się kwitnące ziele przed zawiązaniem owoców. Ścina się je kilka centymetrów nad powierzchnią ziemi i suszy rozpostarte cienką warstwą w miejscu przewiewnym i zacienionym lub w suszarni w temperaturze do 40 °C.
Działanie i zastosowanieNapar z ziela (1 łyżeczkę do herbaty rozdrobnionego suszu zalać 1 szklanką wrzącej wody i parzyć pod przykryciem przez 15 – 20 minut, następnie przecedzić i w razie potrzeby pić 2-3 razy dziennie po 1/2 szklanki) to dość skuteczny środek korzystnie wpływający na procesy trawienia, pobudzający wydzielanie soków żołądkowych, ogólnie wzmacniający, przeciwkrwotoczny i hamujący krwawienia, zalecany i pomocny w kamicy nerkowej, żółciowej, w zaparciach, nietrzymaniu moczu, biegunce, marskości wątroby, zapaleniu pęcherza moczowego i reumatyzmie. Wywar z kłączy był stosowany przez medycynę ludową do leczenia gośćca i gruźlicy płuc, z miernym skutkiem.

### Roślina kosmetyczna
Napar, po rozcieńczeniu etanolem stosowany jest do oczyszczania skóry tłustej, skłonnej do trądziku, o rozszerzonych porach. Napar połączony z torfem używany jest do maseczek kosmetycznych.